# 天船八
HD 27084，又名BD+49 1155，SAO 39457、HR 1330，是一颗英仙座的恒星，视星等为5.45，位于銀經153.3，銀緯-0.16，其B1900.0坐标为赤經4h 11m 42.7s，赤緯+49° -0.16′ 18″。